# Cantone di Tulle-Urbain-Nord
Il Cantone di Tulle-Urbain-Nord era una divisione amministrativa dell'Arrondissement di Tulle.
A seguito della riforma approvata con decreto del 24 febbraio 2014, che ha avuto attuazione dopo le elezioni dipartimentali del 2015, è stato soppresso.

## Composizione
Comprendeva parte della città di Tulle.

## Storia
Il cantone nasce nel 1982 dalla scissione del cantone di Tulle-Nord.
A seguito del decreto del 24 febbraio 2014, che stabiliva la riduzione dei cantoni del dipartimento da 37 a 19, il cantone di Tulle-Urbain-Nord viene soppresso e fuso al cantone di Tulle